# Лабанд, Пауль
Па́уль Ла́банд (нем. Paul Laband, 24 мая 1838, Бреслау — 23 марта 1918, Страсбур) — немецкий юрист.
Был профессором государственного права в Кенигсберге и Страсбурге. Основной труд — «Государственное право германских государств» (нем. «Staatsrecht des Deutschen Reiches», 4-е издание в 1901). Совместно с Ф. Штёрком основал (1886) журнал «Archiv fur offentliches Recht».
Лабанд — один из представителей направления в науке о государстве, по которому государство рассматривается как облечённое волей юридическое лицо, как субъект прав.
Лабанд также исследовал памятники средневекового права: «Швабское зерцало», записей Магдебургского права, а также обычное право пруссов.